# Polski Związek Krótkofalowców
Polski Związek Krótkofalowców (PZK, ang. Polish Amateur Radio Union) – organizacja założona 22 lutego 1930 jako związek klubów, zrzeszająca przed II wojną światową kluby krótkofalarskie.

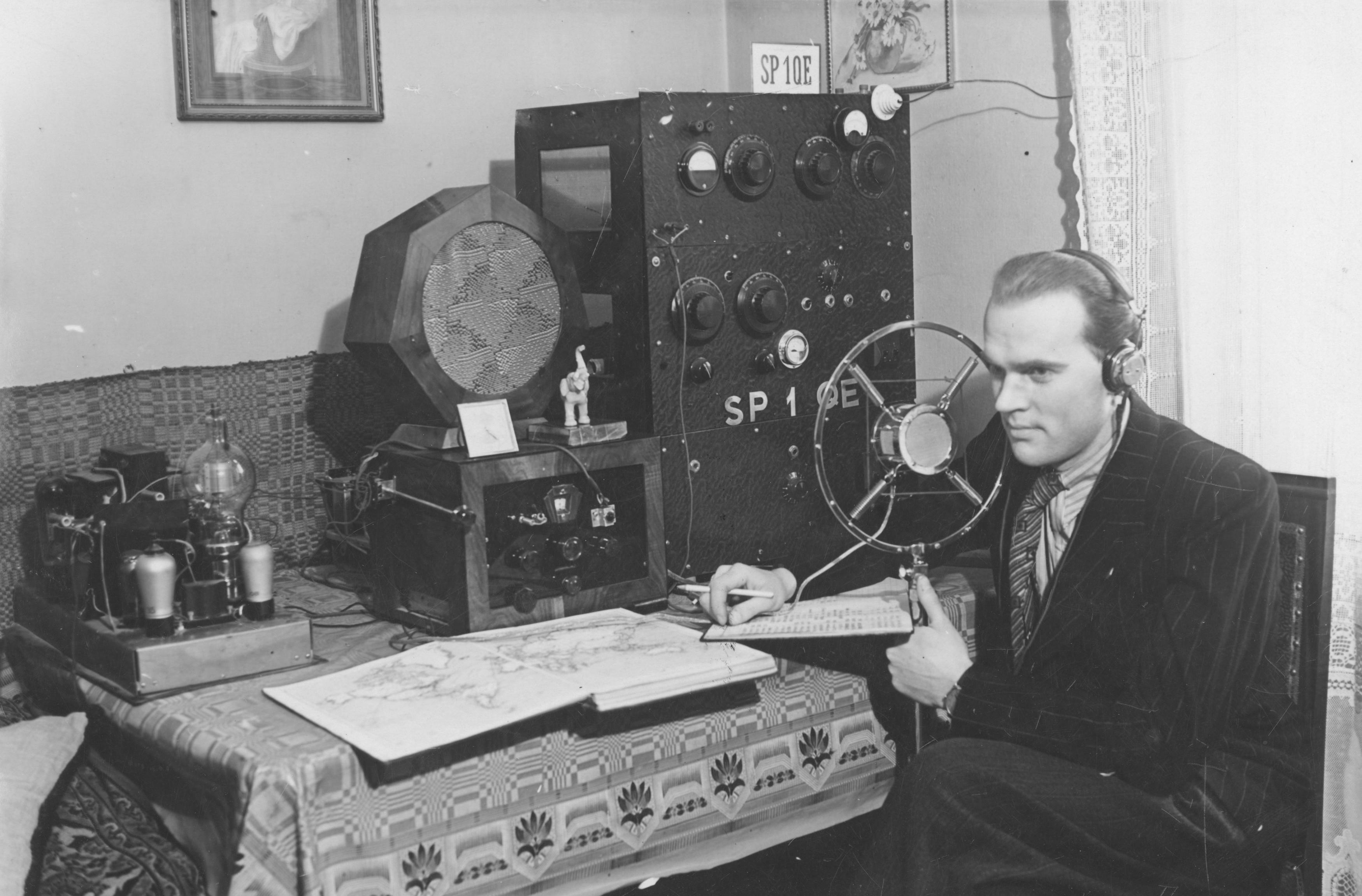
Krótkofalowiec polski Michał Wysokiński

Przed II wojną światową organizacja miała status prawny związku klubów i była wpisana do rejestru prowadzonego przez Prezydenta m. st. Warszawy. Po II wojnie światowej związek nie został reaktywowany formalnie, ale również nigdy nie został wykreślony z rejestru związków i stowarzyszeń. 31 marca 1947 roku Prezydent m. st. Warszawy zarejestrował stowarzyszenie o nazwie Polski Związek Krótkofalowców, którego założycielami byli oficerowie Ludowego Wojska Polskiego Departamentu Łączności Ministerstwa Obrony Narodowej oraz wysocy oficerowie Ministerstwa Bezpieczeństwa Publicznego. Siedzibą organizacji był Departament II Ministerstwa Bezpieczeństwa Publicznego przy ul. Koszykowej 6 w Warszawie. 22 sierpnia 1950 roku Prezydium Rady Narodowej organizację tę wykreśliło z rejestru na podstawie uchwały Walnego Zjazdu Członków PZK z 21 lipca 1950 roku, jej likwidatorem było Towarzystwo Przyjaciół Żołnierza.
Obecne PZK to organizacja stworzona 31 maja w roku 1958 na bazie zmian w Lidze Przyjaciół Żołnierza, jako stowarzyszenie osób fizycznych. Członek IARU jako organizacja narodowa, która wstąpiła w kwietniu 1933 roku wobec zapisów konstytucji IARU dopuszczającej jedynie jedną organizację narodową jako członka. Po wojnie uchwałą z 1 lutego 1948 roku Walnego Zjazdu Członków PZK podjęto decyzję o wystąpieniu PZK z IARU. Od tamtej pory nie podjęto uchwały o przystąpieniu ponownym PZK do IARU jako członka. PZK posiada około 4000 członków (na 15 000 wydanych pozwoleń radiowych amatorskich w Polsce).
PZK jest wydawcą kilku dyplomów specjalistycznych, organizuje krajowe i międzynarodowe zawody krótkofalarskie, prowadzi biuro (Centralne Biuro QSL PZK) wymiany kart QSL z całym światem tylko dla osób będących członkami organizacji.

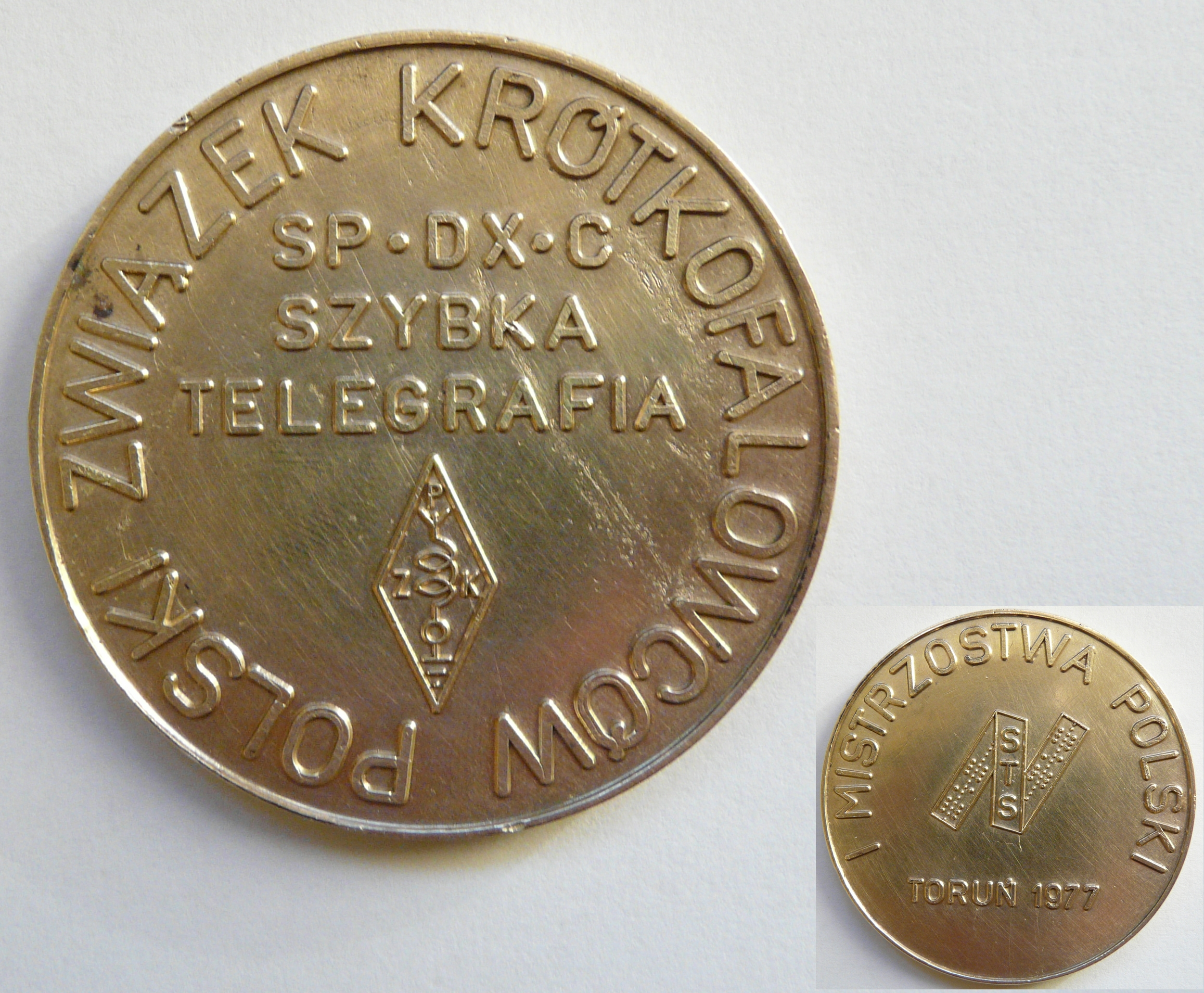
Medal I Mistrzostw Polski w Szybkiej Telegrafii Sportowej

## Kalendarium
- 1930 – pierwszym prezesem PZK został prof. Janusz Groszkowski po II wojnie światowej przewodniczący Frontu Jedności Narodu w latach 1971–1976 (jedyny niekomunistyczny działacz społeczny na tym stanowisku, w lutym 1976 r. zrezygnował z funkcji i złożył mandat poselski w proteście przeciw zmianom w Konstytucji ustanawiającym wiodącą rolę PZPR).
- kwiecień 1933 – PZK przystąpił do IARU jako organizacja narodowa.
- 1933 – odbyły się pierwsze międzynarodowe zawody PZK (pierwowzór dzisiejszych SP-DX-Contest).
- 1939 – zaprzestanie działalności PZK.
- 13 października 1946 – pismo założycieli o zarejestrowanie Polskiego Związku Krótkofalowców (lista założycieli liczyła 24 osoby w tym oficerowie MBP i MON).
- 31 marca 1947 – Prezydent m. st. Warszawy zarejestrował stowarzyszenie o nazwie PZK, które zgłosił do rejestracji komitet założycielki złożony z oficerów MON i MBP siedziba organizacji mieściła się w Ministerstwie Bezpieczeństwa Publicznego Departament II.
- 1 lutego 1948 – Walny Zjazd Członków Polskiego Związku Krótkofalowców podjął uchwałę w sprawie wystąpienia z IARU.
- 21 lipca 1950 – Walny Zjazd Członków PZK podjął uchwałę o likwidacji organizacji.
- 22 sierpnia 1950 – decyzją Prezydium Rady Narodowej stowarzyszenie zostało wykreślone z rejestru stowarzyszeń na podstawie uchwały Walnego Zjazdu Członków PZK z 21 lipca 1950 roku w sprawie likwidacji PZK oraz wniosku likwidatora.
- 1950 – włączenie PZK w struktury Ligi Lądowej.
- 1957 – zjazd założycielski PZK i rejestracja stowarzyszenia osób fizycznych pod nazwą Polski Związek Krótkofalowców PZK jako struktury wyłączonej z Ligi Przyjaciół Żołnierza na mocy decyzji władz PRL. Związkiem kierował płk Anatol Jegliński SP5CM oficer początkowo Ministerstwa Bezpieczeństwa Publicznego, a następnie Ministerstwa Spraw Wewnętrznych.
- 1957 – prezesem został Wacław Ponikowski SP5FD, przedwojenny radioamator ex-SP1FD.
- 1958 – na kolejnym zjeździe związku prezesem został ponownie płk Anatol Jegliński SP5CM.
- 1959 – PZK podpisał na polecenie władz partii i oficerów Służby Bezpieczeństwa kierujących PZK umowę o współpracy z ZHP.
- 1960 – Nadzwyczajny Walny Zjazd Delegatów Oddziałów PZK wybrał na prezesa inż. Konrada Kozłowskiego (SP5KK – znak wywoławczy nadany z urzędu), oficera kontrwywiadu WSW, wyznaczonego do zajęcia tego stanowiska przez departament bezpieczeństwa KC PZPR, Dyrektora Generalnego Ministerstwa Łączności.
- 1965 – prezesem został wybrany inż. Mieczysław Jędrychowski SP5MI
- 1969 i 1973 dwukrotnie prezesem był gen. bryg. Leon Kołatkowski SP5PZ
- 1990 – na fali zmian przepisów o stowarzyszeniach związek stał się organizacją samofinansującą się i działającą na własny rachunek. Prezesem został Krzysztof Słomczyński SP5HS, wysokiej rangi urzędnik administracji państwowej.
- 2002 – dokonano wpisu PZK do Krajowego Rejestru Sądowego, jednocześnie sąd odmówił uznania PZK jako spadkobiercy przedwojennej organizacji pod nazwą Polski Związek Krótkofalowców.

## Prezesi PZK od 1930 roku
Do 1939
- 1930-1931: Janusz Groszkowski
- ppłk inż. Zygmunt Karaffa-Kraeuterkraft SP1KK (wybierany w 1932 i 1934[1])
- 1935-1937: Tadeusz Malarski
- 1937-1939: Eugeniusz Plestrzyński SP1LY

Od 1946 do 1950
- 1937-1950: inż. Janusz Żarnecki

Po 1957
- 1957-1958: Wacław Ponikowski SP5FD
- 1957, 1958-1960: płk Anatol Jegliński SP5CM
- 1960-1965: Konrad Kozłowski SP5KK
- 1965-1969: Mieczysław Jędrychowski SP5MI
- 1969-1980: gen. dyw. Leon Kołatkowski SP5PZ
- 1980-1985: prof. dr. Andrzej Zieliński SP5LVV
- 1985-1990: inż. Jerzy Rutkowski SP5JR
- 1990-1992: inż. Krzysztof Słomczyński SP5HS
- 1992-1996: Ryszard Grabowski SP3CUG
- 1996-2000: Marek Kuliński SP3AMO
- 2000-2012: Piotr Skrzypczak SP2JMR
- 2012-2016: Jerzy Jakubowski SP7CBG
- 2016-2020: Waldemar Sznajder 3Z6AEF
- 2020-2024: Tadeusz Pamięta SP9HQJ
- od 2024: Krzysztof Horoszkiewicz SP5E (2024-)

### Oddziały terenowe PZK

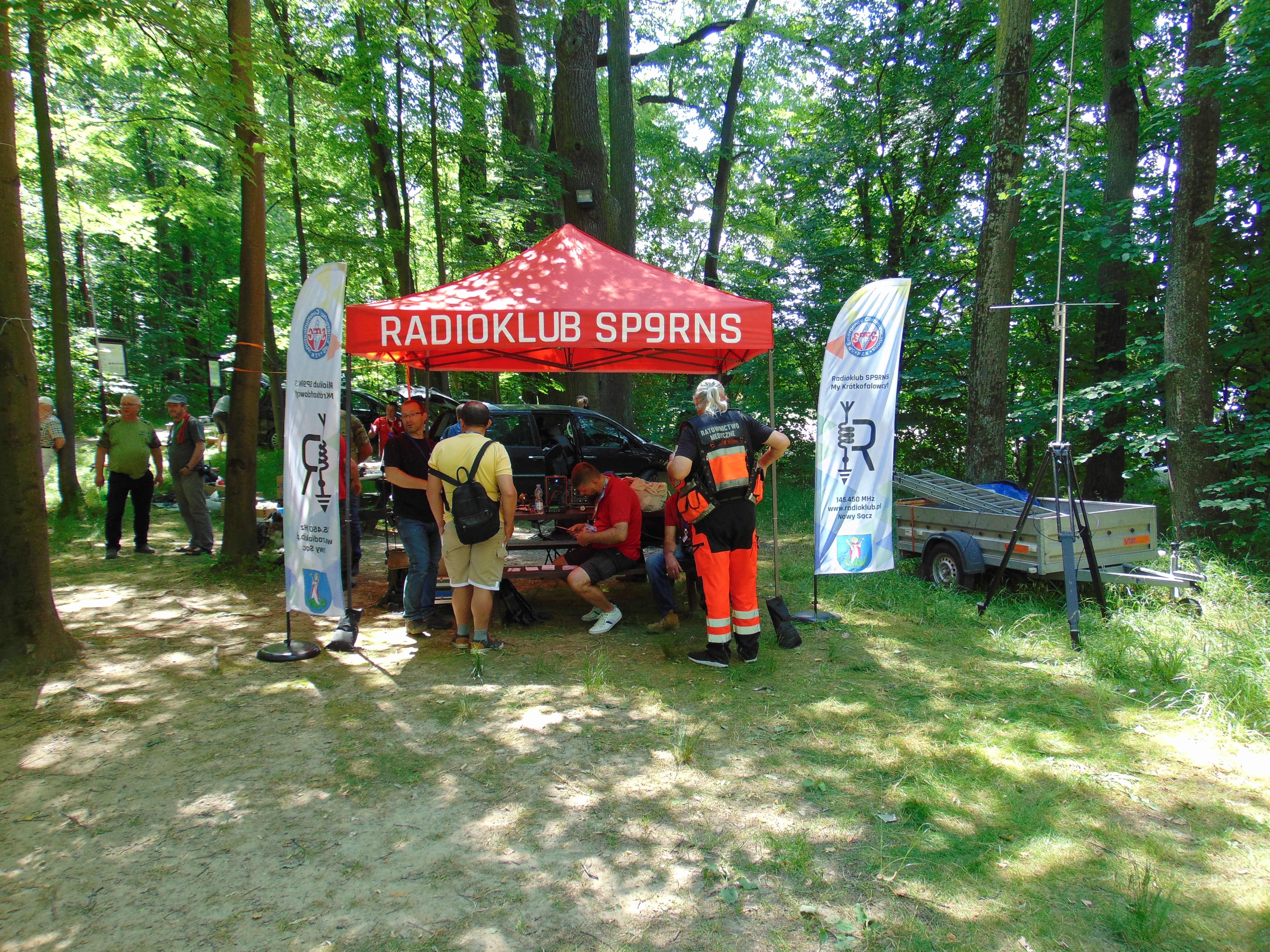
Radiostacja terenowa klubu SP9RNS z Nowego Sącza należącego do oddziału OT12 w Krakowie

Stan na 23 marca 2010 zgodnie z wykazem zamieszczonym na stronie Polskiego Związku Krótkofalowców:
- OT01 – Dolnośląski Oddział Terenowy PZK[2]
- OT03 – Świętokrzyski Oddział Terenowy PZK
- OT04 – Bydgoski Oddział Terenowy PZK
- OT05 – Podkarpacki Oddział Terenowy PZK – posiadający osobowość prawną[3]
- OT06 – Śląski Oddział Terenowy PZK
- OT08 – Poznański Oddział Terenowy PZK – posiadający osobowość prawną
- OT09 – Pomorski Oddział Terenowy PZK
- OT10 – Małopolskie Stowarzyszenie Krótkofalowców OT PZK w Krakowie – posiadający osobowość prawną i status Organizacji Pożytku Publicznego[4]
- OT11 – Opolski Oddział Terenowy PZK
- OT12 – Krakowski Oddział Terenowy nr 12 Polskiego Związku Krótkofalowców[5]
- OT13 – Sudecki Oddział Terenowy PZK
- OT14 – Zachodniopomorski Oddział Terenowy PZK
- OT15 – Łódzki Oddział Terenowy PZK[6]
- OT16 – Żuławski Oddział Terenowy PZK
- OT17 – Białostocki Oddział Terenowy PZK – posiadający osobowość prawną
- OT18 – Rzeszowski Oddział Terenowy PZK
- OT20 – Lubelski Oddział Terenowy PZK[7]
- OT21 – Olsztyński Oddział Terenowy PZK
- OT22 – Środkowopomorski Oddział Terenowy PZK
- OT23 – Nadnotecki Oddział Terenowy PZK
- OT24 – Skierniewicki Oddział Terenowy PZK
- OT25 – Warszawski Oddział Terenowy PZK – posiadający pełna samodzielność prawną i status Organizacji Pożytku Publicznego[8]
- OT26 – Toruński Oddział Terenowy PZK
- OT27 – Południowo Wielkopolski Oddział Terenowy PZK
- OT28 – Tarnowski Oddział Terenowy PZK[9]
- OT29 – Górnośląski Oddział Terenowy PZK
- OT31 – Rybnicki Oddział Terenowy PZK[10]
- OT32 – Lubuski Oddział Terenowy PZK
- OT35 – Jarosławski Oddział Terenowy PZK
- OT37 – Praski Oddział Terenowy PZK w Warszawie
- OT50 – Gliwicki Oddział Terenowy PZK[11]
- OT51 – Staropolski Oddział Terenowy PZK[12]
- OT73 – Wirtualny Oddział Terenowy PZK[13]

### Kluby związane z PZK
Przy PZK działają kluby specjalistyczne skupiające zapaleńców zajmujących się różnymi dziedzinami radioamatorstwa. Część z nich wydaje własne biuletyny informacyjne, organizuje spotkania w celu wymiany doświadczeń oraz organizuje zawody o randze międzynarodowej. Członek PZK może działać w każdym z tych klubów. Niektóre z klubów mają w swoich szeregach radioamatorów niezrzeszonych w PZK.
- PG APRS, Polska Grupa APRS – skupia specjalistów i miłośników systemu taktycznej komunikacji opartej na sieci przekaźników i bramek APRS
- PK RVG, Polski Klub Radiovideografii – klub specjalistów łączności cyfrowych wykorzystujących elektronicznie przetworzony sygnał radiowy. Przy wykorzystaniu komputerów i stacji pośredniczących możliwe są łączności telewizyjne, dalekopisowe, telefaksowe czy też pakietowe
- SP YL C, Polski Klub Kobiet Krótkofalowców – klub specjalistyczny współdziałający z PZK. Organizują krajowe zawody SPYLContest.
- SP OT C, Polski Klub Old Timer – klub grupujący krótkofalowców ze stażem nadawcy powyżej 25 lat. Raz w roku spotykają się na ogólnopolskim zjeździe
- SPCWC-PZK, Polski Klub Telegrafistów – klub miłośników łączności telegraficznych używający alfabetu Morse’a. Klub dostępny dla radioamatorów z całego świata
- SPCC-PZK, Polski Klub Miłośników Zawodów Krótkofalarskich – klub wyczynowców startujących w licznych zawodach organizowanych w eterze. Zawody polegają na nawiązywaniu maksymalnie dużej ilości łączności z innymi uczestnikami. Zawody mogą mieć zasięg ogólnoświatowy, jak i krajowy
- PK ARS, Polski Klub Amatorskiej Radiolokacji Sportowej – klub popularnych zawodów zwanych: „łowy na lisa”
- SP QRP C, Polski Klub Małej Mocy – klub miłośników łączności nawiązywanych przy pomocy nadajników o małej mocy
- SP IOTA C, Polski Klub Łowców Wysp – klub miłośników łączności nawiązywanych ze stacjami z wysp.
- Stowarzyszenie kultury fizycznej Amatorskie Radiobiegi Niepełnosprawnych – zajmuje się rozpowszechnianiem wśród niepełnosprawnych amatorskiej radiolokacji sportowej, popularnie zwanej „łowami na lisa”.
- SP EMCOM – Specjalistyczny klub PZK zajmujący się tematyką amatorskiej łączności kryzysowej

## Odznaka Honorowa PZK
Szczególnie zasłużone osoby odznaczane są przez PZK Odznaką Honorową.